# Charlie Cruz
Pour les articles homonymes, voir Cruz.
Charlie Cruz est un chanteur de salsa de la nouvelle génération, né le 3 avril 1975 à Naguabo, petite ville  de Porto Rico.

## Biographie
Il a cinq frères et deux sœurs dont il est l'ainé. Il a passé son adolescence à Paterson aux États-Unis, dans le New Jersey. Fan très jeune d'Héctor Lavoe et de Frankie Ruiz, il fait les  chœurs sur les trois albums qu'a enregistré son père, Fonzy Cruz. En 1996, il décide de retourner à Porto Rico pour être plus près de sa famille et de ses racines musicales. Il devient chanteur dans l'orchestre de  Domingo Quiñones et étudie le piano.
Remarqué par Sergio George lors d'un concert où il partageait la scène avec Gilberto Santa Rosa, Victor Manuelle et Tito Nieves, celui-ci produit et compose les arrangements de son premier album sur lequel Charlie a cocomposé Y gritaré, avec Guadalupe García et Sergio George.
Charlie Cruz a aussi été boxeur professionnel.
Il passe actuellement une partie de son temps à Porto Rico et l'autre à Tampa en Californie.

## Discographie
- 1997 : La Magia De Amor
- 1999 : Imagínate
- 2000 : Así Soy
- 2001 : Un Chico Malo
- 2002 : Juntos
- 2003 : Ven a Mí
- 2004 : Como Nunca

1. Grita Conmigo (Crie avec moi) (sorti en single)
2. Ven Devorame Otra Vez (Viens, dévore moi encore) (reprise de Lalo Rodriguez)
3. Un Beso Tuyo (Un baiser de toi)
4. Mala (un remix est sorti avec Tonny Tun Tun en featuring en 2005 et figure sur l'album suivi)
5. Quemate Conmigo (Brûle-toi avec moi)
6. Cuando Baila Miranda (Quand Miranda danse)
7. Curame (Guéris moi)
8. La Magia Del Amor (La Magie de l'Amou)
9. Dame Un Chance (Donne-moi une chance)

- 2006 : Más De Mí (Sony Music)

1. Dejala Que Baile (Laisse la danser)
2. Como Duele (Comme ça fait mal)
3. Se Merece Que Lo Engañes (Il mérite que tu le trompes)
4. Mi Corazon (Mon cœur)
5. Ven Conmigo (Viens avec moi)
6. Tengo Miedo (J'ai peur)
7. Vanidosa (Vaniteuse)
8. Dile Que La Amo (Dis lui que je l'aime)
9. Mala (Mauvaise/Méchante) (titre de l'album précédent, cette fois-ci avec Tonny Tun Tun)
10. Dejala Que Baile (avec Khriz y Angel)